# Сетер (община)
Сетер (на шведски: Säters kommun) е община, разположена в лен Даларна, централна Швеция с обща площ 628 km2 и население 10 873 души (към 31 декември 2013). Административен център е град Сетер.